# Forest Junction (Wisconsin)
Forest Junction es un lugar designado por el censo ubicado en el condado de Calumet en el estado estadounidense de Wisconsin. En el Censo de 2010 tenía una población de 616 habitantes y una densidad poblacional de 91,62 personas por km².

## Geografía
Forest Junction se encuentra ubicado en las coordenadas 44°12′54″N 88°8′57″O / 44.21500, -88.14917. Según la Oficina del Censo de los Estados Unidos, Forest Junction tiene una superficie total de 6.72 km², de la cual 6.72 km² corresponden a tierra firme y (0.08%) 0.01 km² es agua.

## Demografía
Según el censo de 2010, había 616 personas residiendo en Forest Junction. La densidad de población era de 91,62 hab./km². De los 616 habitantes, Forest Junction estaba compuesto por el 96.92% blancos, el 0.49% eran afroamericanos, el 0.16% eran amerindios, el 0% eran asiáticos, el 0% eran isleños del Pacífico, el 0% eran de otras razas y el 2.44% pertenecían a dos o más razas. Del total de la población el 2.11% eran hispanos o latinos de cualquier raza.